# الزاملية
الزاملية قرية في منطقة مصياف في محافظة حماة في سوريا. بلغ عدد سكانها 877 نسمة في عام 2004 حسب إحصاء المكتب المركزي للإحصاء.
يعمل معظم أهلها في الزراعة.